# Rexhep Spahiu
Rexhep Spahiu (Tirana, 21 gennaio 1923 – Tirana, 12 gennaio 1993) è stato un calciatore e allenatore di calcio albanese, di ruolo difensore.

## Carriera

### Nazionale
Ha collezionato 20 presenze con la Nazionale albanese.